# 東鋼龍港風力發電站
東鋼龍港風力發電站位於臺灣苗栗縣後龍鎮龍港工業園區內，為東和鋼鐵公司轉投資設立的風力發電站，由東和鋼鐵公司旗下之東鋼風力發電公司經營。該發電站早於2009年即設置完成，卻因輸出線路之爭議延至2016年8月才商轉發電。

## 沿革
龍港工業園區為東和鋼鐵公司所設立，並計畫於廠區內設置5部風力發電機組以響應中央政府開發再生能源之政策，並可提供園區內之用電需求。龍港風力發電開發案於2007年通過行政院環境保護署環境影響評估審查核准開發。爾後東和鋼鐵公司投資新臺幣7.5億元投入風力發電站的工程。
2009年龍港風力發電工程完工，總計共裝設5部裝置容量2.3MW的風力發電機組以及開關場一座，東和鋼鐵公司也另投資成立子公司東鋼風力發電股份有限公司來負責風力發電機組的運轉與維護事宜。東鋼龍港風力發電站原本計畫所生產的電力經由台灣電力公司的輸電線路併聯至供電系統中，卻因龍港工業園區完工後廠商進駐速度遲緩，使得園區內的用電負載並未符合當初台電公司引接線路的申設容量。
因此台電公司拒絕引接，導致龍港風力發電站完工後閒置近四年。對此東和鋼鐵公司規劃於廠區內自行架設4.3公里的輸電線路，並採用明挖埋管的方式引接併聯至台電公司供電系統。東和鋼鐵也因為輸電方案變更將此案修正後送交環保署進行環評變更審查。
2014年4月29日經由環評專案小組審查後要求鄰近國中小區域的線路施工，因減少對學生上課影響須於假日期間施工後審查通過。2016年東和鋼鐵完成龍港風力的輸電線路後，經經濟部能源局審查通過取得電業執照開始商轉。東鋼龍港風力發電站預估每年可發電約3,100萬度，每年可減少二氧化碳排放量達23,000噸。相當於8,300戶家庭一年的用電量。

## 設備

### 發電機組
| 風力發電機類型        | 風力發電類型 | 機組數量 | 裝置容量（MW） | 商轉日期 | 狀態   |
| --------------------- | ------------ | -------- | -------------- | -------- | ------ |
| 德国愛納康 E-70 2.3MW | 陸域風力發電 | 5        | 11.5MW         | 2016年   | 商轉中 |

## 資料來源
1. 1 2  . 南極碳資產管理公司.   [2017-10-03]. （原始内容存档于2013-12-17） （中文（臺灣））.
2. 1 2 3  . 台灣風力發電產業協會. 2014-05-28  [2017-10-03]. （原始内容存档于2019-06-02） （中文（臺灣））.
3. 1 2 3 4 5  黃天如. . 中時電子報. 2014-04-29  [2017-10-03]. （原始内容存档于2019-06-17） （中文（臺灣））.
4. ↑   (PDF). 中華民國物流協會. 2015-08-04  [2017-10-03]. （原始内容存档 (PDF)于2019-06-02） （中文（臺灣））.
5. ↑  . 東和鋼鐵股份有限公司.   [2017-10-03]. （原始内容存档于2020-11-23） （中文（臺灣））.
6. ↑  . 經濟部能源局. 2017-09-25  [2017-10-03]. （原始内容存档于2021-04-22） （中文（臺灣））.